# Objokovanje (Gerard David)
Objokovanje je slika splošne tematike 'objokovanja Jezusa' slikarja in iluminatorja rokopisov, staronizozemskega obdobja Gerarda Davida, prvotno krilo zdaj razstavljenega in izgubljenega oltarnega nastavka.

## Opis
Prikazuje Jezusovo telo, zavito v njegov prt in maziljenega. Marija Magdalena je pred njegovimi nogami, ko ga sveta Marija drži v naročju in joka nad njegovim mrtvim telesom, in jo nadzira apostol sveti Janez. Prisotne so še štiri druge osebe, ki ga objokujejo; lahko so sveta Ana, Marijina mati in ženske, ki so sledile Jezusu. 

## Slog
Čeprav se razpravlja o natančnem datumu, se zdi verjetno, da je bila dokončana med letoma 1515 in 1523. Ta slika in Davidov Poklon Treh kraljev, prav tako v Narodni galeriji (NG 1079), sta bili dve krili iz enega oltarnega nastavka. Tema 'objokovanje Jezusa' je bila pogosta v srednjeveški in renesančni umetnosti, čeprav je ta obravnava, ki sega do teme, imenovane 'maziljenje Jezusa', za to obdobje nenavadna. Na Davida je vplival pristop Jana van Eycka k realizmu. David je bil inovativen pri upodabljanju verskih tem, ki jih ni predstavljal kot ikone, temveč kot dostopne posameznike. Poleg tega je bil David znan po izvirnosti svoje obdelave barv in svetlobe.

## Originalni oltarni nastavek
V celotni znani zgodovini slike je bila skupaj z NG 1079 Poklon Treh kraljev, vendar to ne sega dlje od zgodnjega 19. stoletja v Londonu. Ali sta prvotno bili del istega poliptiha, ni povsem gotovo, vendar se zdi najverjetneje. Objokovanje je v obeh dimenzijah za približno 3 cm večje, njegov podris pa je »neskladen v slogu in nekatere dele je mogoče uskladiti s podrisom Poklona«, drugih pa ne. Na obeh tablah sta sliki približno enaki, obzorja na isti ravni in nobena druga tabla teh dimenzij ni pripisana Davidu ali njegovi delavnici. Obe tabli sta zadaj skobljani in sta bili morda prvotno poslikani na obeh straneh kot dela kril oltarnega nastavka o Kristusovem ali Marijinem življenju, s približno štirikratno velikostjo osrednje table.

## Poreklo
Tako ta kot spremljevalec Poklon sta bila morda v prodaji slik Fredericka Benjamina Kinga (propadla rafinerija sladkorja) v Christie'su v Londonu junija 1830, kjer je bil Lot 82 Poklon opisan kot »J. de Maubeuge«, se pravi Jan Gossaert, ki se je rodil v Maubeugeu. Objokovanje je bilo zgolj opisano kot 'flamsko'. Dobili so 4 in 4,12 funtov, vendar so zabeleženi različni kupci. Na obeh slikah je na hrbtni strani prilepljena roza papirnata nalepka z napisom »King 157«.
Če sta bili na tej točki ločeni, sta se do leta 1831, ko se začne njuna določena zgodovina, ponovno združili v zbirki Karla Adersa, nemškega trgovca s prebivališčem v Londonu. Obe sta bili avgusta 1835 spet na dražbi in ju je odkupil dr. Willis, kasneje pa preusmeril kirurgu Josephu Henryju Greenu, ki je živel v Monken Hadleyju, malo severno od Londona. Obe sliki sta bili razstavljeni na veliki in pomembni razstavi Umetniški zakladi, ki je bila v Manchestru 1857. Green je umrl leta 1863, njegova vdova (Anne Eliza, umrla 1879) pa je vse nizozemske in flamske slike v zbirki zapustila Narodni galeriji, ki jih je dobila leta 1880. Niso jih posojili za zunanje razstave (do 1998).